# Keskinen Särkijärvi
Keskinen Särkijärvi är en sjö i Pajala kommun i Norrbotten och ingår i Torneälvens huvudavrinningsområde. Sjön har en area på 0,177 kvadratkilometer och ligger 269,9 meter över havet. Sjön avvattnas av vattendraget Muodosjoki.

## Delavrinningsområde
Keskinen Särkijärvi ingår i det delavrinningsområde (756455-181370) som SMHI kallar för Utloppet av Muodosjärvi. Medelhöjden är 279 meter över havet och ytan är 50,27 kvadratkilometer. Det finns inga avrinningsområden uppströms utan avrinningsområdet är högsta punkten. Muodosjoki som avvattnar avrinningsområdet har biflödesordning 4, vilket innebär att vattnet flödar genom totalt 4 vattendrag innan det når havet efter 330 kilometer. Avrinningsområdet består mestadels av skog (65 procent) och sankmarker (32 procent). Avrinningsområdet har 1,03 kvadratkilometer vattenytor vilket ger det en sjöprocent på 2 procent.